# Bava Kamma
Bava Kamma (aramaico: בבא קמא Babha Qamma, "La Prima Porta"; spesso traslitt. Baḇa Ḳamma) è il primo di una serie di tre trattati della Mishnah e del Talmud nell'Ordine di Nezikin ("Danni") che tratta di materie giuridiche come danno, responsabilità civile e risarcimento. Gli altri due trattati sono il Bava Metzia e il Bava Batra: in origine tutti e tre formavano insieme un singolo trattato intitolato Nezikin, ogni "Bava" col significato di "parte" o "suddivisione". Bava Kamma discute delle varie forme di danni e il risarcimento che ne consegue.
Le leggi bibliche che trattano dei casi discussi in Bava Kamma sono contenute nei seguenti passi: Esodo 21:18-19 e 21:24-22:5.  Il principio che sottostà alla legiferazione in questione, è espresso dalla frase "colui che ha provocato l'incendio darà l'indennizzo" 22:5
Bava Kamma consiste di dieci capitoli che possono essere raggruppati così: danno causato senza intenzione criminale (capitoli I-VI); danno causato da un atto criminale (capitoli VII-X).

## Danno causato senza intenzione criminale
Vengono qui esaminati due tipi di danno: danno provocato da agenti nella loro condizione normale; (2) danni provocati da agenti nella loro condizione anormale. Un'istanza della prima classe di agenti è un bue che calpesta le cose che sono sulla sua via e quindi le danneggia o che mangia cose che sono sul suo cammino. Un'istanza della seconda classe è il caso di un bue che incorna, dato che in circostanze normali un bue non incorna.

### Agenti in condizioni normali
La Mishnah identifica quattro capi o agenti di danno ("avot nezikin", letteralmente originatori di danni): bue, fossa, Ma'Aveh (col significato sia di danni causati dall'uomo, sia quelli causati da un animale che si nutre), bruciatura ("Shor," "Bor," "Mab'eh," "Heb'er"). Questi quattro agenti corrispondono a quelli citati Esodo 22:4 [R. V. 5], 21:33-34, 22:4-5 [A. V. 5-6].
La legge che riguarda il risarcimento in questi casi, viene espressa nella Mishnah (I. 1) così: "Questi quattro agenti hanno in comune la circostanza solitamente di causar danni; che il proprietario ha il dovere di prevenire il danno e che, se non riesce a farlo, una volta che il danno è avvenuto, deve pagare un pieno risarcimento con il meglio della sua proprietà" (cfr. 22:4 [A. V. 5]). Prima però di enunciare dettagliate norme per questi quattro tipi di danno, la Mishnah procede a discutere la seconda classe di danni, quelli causati da agenti in condizioni abnormi.

### Agenti in condizioni anormali
La distinzione principale nella seconda classe è tra innocuo ("tam") e ha avvertito ("mu'ad"). La legge del risarcimento in questi due casi è la seguente: nel caso di un animale precedentemente reputato innocuo (tam), il proprietario deve compensare la metà del danno, a meno che la metà del danno sia superiore al valore intero dell'animale che ha causato il danno. Nel caso in cui il proprietario è stato avvertito (mu'ad), egli deve dare un risarcimento integrale del danno, senza considerazione del valore dell'animale che danneggia (cfr. 21:35-36).
La legge di mu'ad si applica ai quattro tipi di danno provocato da animali o agenti in condizioni normali. In aggiunta a questi, la Mishnah (I.4) enumera i seguenti: uomo, e bestie feroci di proprietà dell'uomo - come il lupo, il leone, l'orso e il leopardo e anche il serpente. Dell'uomo dice: "L'uomo è sempre totalmente responsabile (mu'ad), sia che causi danno intenzionalmente sia involontariamente, sia da sveglio sia da addormentato" (II. 6). Questa regola viene illustrata da vari esempi forniti nel terzo capitolo (1-7).

### Danno da fossa, bruciatura e altro
La parte rimanente del terzo capitolo, il quarto e parte del quinto (1-4), contengono norme relative al risarcimento per danni causati da un bue che incorna. Seguendo l'ordine di 'avot nezikin' dato all'inizio del trattato, nella seconda parte del quinto capitolo viene discusso il danno causato da una fossa; il sesto capitolo è dedicato alle due rimanenti cause di danno: pastura (1-3) e bruciatura/incendio (4-6). Dell'ultima sezione, la seguente legge è interessante:
"Se un cammello carico di lino passa per una strada e il lino prende fuoco da una candela che si trova all'interno di un negozio, in modo che tutto il negozio viene quindi incendiato, il proprietario del cammello è ritenuto responsabile del danno; se tuttavia, la candela è fuori dal negozio, il proprietario del negozio è responsabile, salvo in caso di luci della Hanukkah."

## Danno causato da atti criminali
Esistono tre tipi di danno causato da atto criminale: (1) furto (cap. VII); (2) violenza (cap. VIII); (3) rapina (cap. IX-X).
(1) "Se un uomo ruba un bue o un agnello e li macella o li vende, deve ripagare con cinque bovini per il bue rubato e quattro pecore per l'agnello" (21:37). Le regole di come applicare questa legge a seconda delle circostanze, si trova nel capitolo VII:1-6.
(2) Il risarcimento dei danni/lesioni come risultato di violenza,  è discusso nel capitolo VIII. Tale risarcimento comprende cinque elementi: per perdita definitiva ("nezeḳ") di capacità di guadagno, se ciò avviene; perdita di tempo ("shebet"); dolori ("ẓa'ar"); costo della cura ("rippuy"); insulto ("boshet"). La scala dei risarcimenti per un insulto, come indicato dalla Mishnah, sembra indicare il risarcimento massimo, poiché la Mishnah aggiunge: "Il principio stabilisce che la quantità dipende dalla situazione [economica] del ferito nella sua [normale condizione di] vita." Rabbi Akiva era comunque contrario a questo principio e desiderava avere una misura unica per tutti. Viene poi citato un caso pratico deciso da Rabbi Akiba (VIII:7). Oltre a tutti i risarcimenti dati, il trasgressore deve chiedere perdono al ferito.
(3) Colui che ha derubato il suo vicino e vuole fare restituzione, paga l'intero valore della cosa presa e una multa di un quinto del suo valore (5:21-24 [A. V. VI 2-5.]). Se le cose prese con rapina hanno subito un cambiamento, si paga in base al valore che tali cose avevano al momento della rapina (cap. IX). L'ultimo capitolo considera i casi in cui le cose prese non sono più nelle mani del rapinatore e si conclude con l'avvertimento di non comprare le cose sospette di essere rubate. Con l'eccezione del cap. VII:7 (circa alcune restrizioni sull'allevamento di bovini o di pollame in Palestina), in questo trattato non ci sono digressioni halakhiche né aggadiche.

## Talmud Yerushalmi e Bavli
Esistono due versioni della Bava Kamma: una nel Talmud Yerushalmi e l'altra nel Talmud Bavli (babilonese). Come al solito, le due rispettive Gemara discutono delle leggi della Mishnah, lo Yerushalmi brevemente, mentre il Bavli più a lungo e dettagliatamente.
I seguenti sono alcuni dei principi enunciati nella Gemara: secondo Simmaco (= Sumkus, da non confondere con Simmaco l'Ebionita) - la proprietà in merito alla quale vi è un dubbio se essa appartenga ad A o B, viene divisa tra A e B senza che nessuno dei due sia costretto a confermare la sua richiesta con giuramento. I saggi (Chachamim) sostengono che colui che richiede ciò che è in possesso di un altro, deve dimostrare la sua richiesta (hamotzi machavaro aluv haria) (B. Ḳ. 46a). Una persona assalita nella sua proprietà può difendersi legittimamente, quando il ritardo causato dall'andare da un giudice del diritto comporterebbe una grande perdita. Ogni qualvolta l'intero valore di un oggetto danneggiato vienga liquidato, il pagamento deve considerarsi quale risarcimento ("mamona"); quando solo la metà del valore o una certa quantità fissa viene pagata, il pagamento è considerato una multa ("kenasa") (B. Ḳ. 15b). I giudici di Babilonia non avevano alcun diritto di imporre multe per reati: il caso doveva essere aggiudicato da giudici qualificati in Palestina.
Il seguente incidente illustra le ultime due regole citate: un uomo era stato accusato davanti a Rab Ḥisdai (a Babilonia) di aver colpito un altro uomo con la sua vanga. Rab Ḥisdai chiese a Rab Naḥman quanto il reo dovesse pagare. Quest'ultimo rispose che nessuna ammenda poteva essere inflitta dalle corti babilonesi, ma che egli desiderava comunque conoscere i fatti del caso. Venne quindi ad accertare che A e B avevano posseduto un pozzo insieme ed entrambi con il diritto di attingere acqua solo in certi giorni fissi. Contrariamente all'accordo, A prese dell'acqua in un giorno che non era il suo stabilito. B se ne accorse e lo mandò via con la sua vanga. Il verdetto di Rab Naḥman fu che B avrebbe potuto colpire impunemente A centinaia di volte con la vanga, poiché qualsiasi ritardo avrebbe comportato una grande perdita per B (B. Ḳ. 27b). È interessante notare che due codici di legge vengono citati: quello giuridico ("dine adam", lett. giudizi dell'uomo) e quello morale ("dine shamayim", lett. giudizi del cielo). In alcuni casi il primo assolve l'uomo da un obbligo mentre l'ultimo non lo fa (Mish. VI:4; Gem. 29a, 56a, e passim).

## Elementi aggadici
- (a) Un "ḥasid" (uomo pio/devoto) notò un uomo che lanciava pietre e immondizia dal suo campo verso una strada pubblica. Il ḥasid lo sgridò dicendo: "Perché butti queste cose da un luogo che non è tuo dentro un luogo che è tuo?" L'uomo rise ma ben presto imparò il vero significato della domanda poiché dovette vendere la sua proprietà e un giorno, camminando per la strada, si provocò un infortunio proprio a causa di quelle pietre (50b).
- (b) Giosuè, suddividendo la terra di Canaan tra le Tribù di Israele, fece accordare le tribù su dieci condizioni, le più importanti delle quali furono l'uso comune delle foreste come pascolo per il bestiame ed il comune diritto di pesca nel Lago di Tiberiade (81a).
- (c) Esdra introdusse dieci regole ("teḳanot") tra le quali la lettura di una sezione del Pentateuco nel pomeriggio dello Shabbat ("minḥah") e di lunedì e giovedì; inoltre il funzionamento del tribunale (Beth Din) di lunedì e giovedì (82a).
- (d) Due agenti furono inviati una volta dal governatore romano a Rabban Gamaliele per essere istruiti nella Legge ebraica. Quando ebbero completato tale studio, dichiararono a Rabban Gamaliel che le leggi (riferendosi probabilmente al codice civile) erano tutte giuste e lodevoli con l'eccezione di due che facevano distinzione tra ebrei e pagani. Il rabbino ordinò quindi di eliminare la diseguaglianza (Bavli 38a, e Yer. IV. 4b).
- (e) Rabbi Johanan era solito dare al suo domestico una parte di qualsiasi cibo o bevanda stesse consumando, dicendo: "Non è forse il suo Creatore anche il mio Creatore?" (31:15[12]; Yer. VIII:6c).
- (f) Al funerale di Re Ezechia un rotolo della legge fu posto sulla bara, con le parole: "Questo [uomo] adempì ciò che è scritto in questo [rotolo]" (Bavli 17a).

Si possono qui aggiungere alcune spiegazioni dei testi biblici. Le parole "ḳa'asher yeba'er hagalal" (I Re 14:10) vengono citate col significato di (Bavli 3a; cfr. Rashi, ad loc.) "come il dente distrugge" (A. V. "come si spazza lo sterco"). "Erek appayim" ("lento all'ira" Esodo 34:6) è interpretato "lunga sofferenza sia per il giusto che per l'empio" (ibid. 50b), data la forma doppia. Certi versetti biblici vengono citati secondo il loro senso e non letteralmente, come per esempio (ibid. 81b; cfr. B. M. 76a), "mihyot ṭob al tiḳḳare ra'" (quando sei caritatevole, non verrai chiamato malvagio); poi una domanda viene posta, "È scritto così?", e si cita il versetto di Proverbi 3:27: "Non negare un beneficio a chi ne ha bisogno, se è in tuo potere il farlo."